# Prix D'ami (álbum de Andrés Calamaro)
Prix D`ami es un disco de recopilaciones del cantante y autor argentino Andrés Calamaro, en el año 1994. 

## Canciones
- 01 - Presente
- 02 - Años
- 03 - El Chino
- 04 - El Oso (Con Fito Paez)
- 05 - 7 Segundos
- 06 - Narajo En Flor (Con Fito Paez)
- 07 - El Tren de las 16
- 08 - Dos Romeos
- 09 - Mi Enfermedad (Con Fabiana Cantilo)
- 10 - Algunos Hombres Buenos
- 11 - En el último trago
- 12 - No Tengo Tiempo
- 13 - Por Mirarte
- 14 - Señal Que Te He Perdido